# Piatto da parata

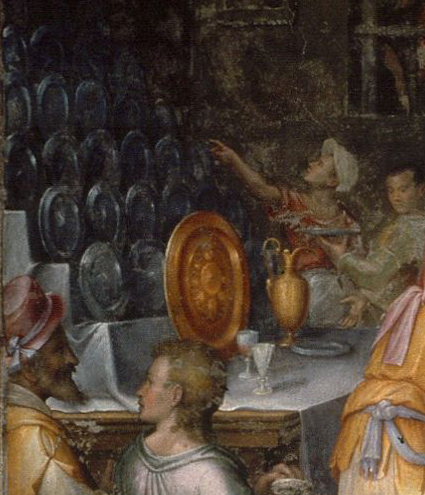
Particolare dell'affresco delle Nozze di Cana (1580) di Luca Longhi

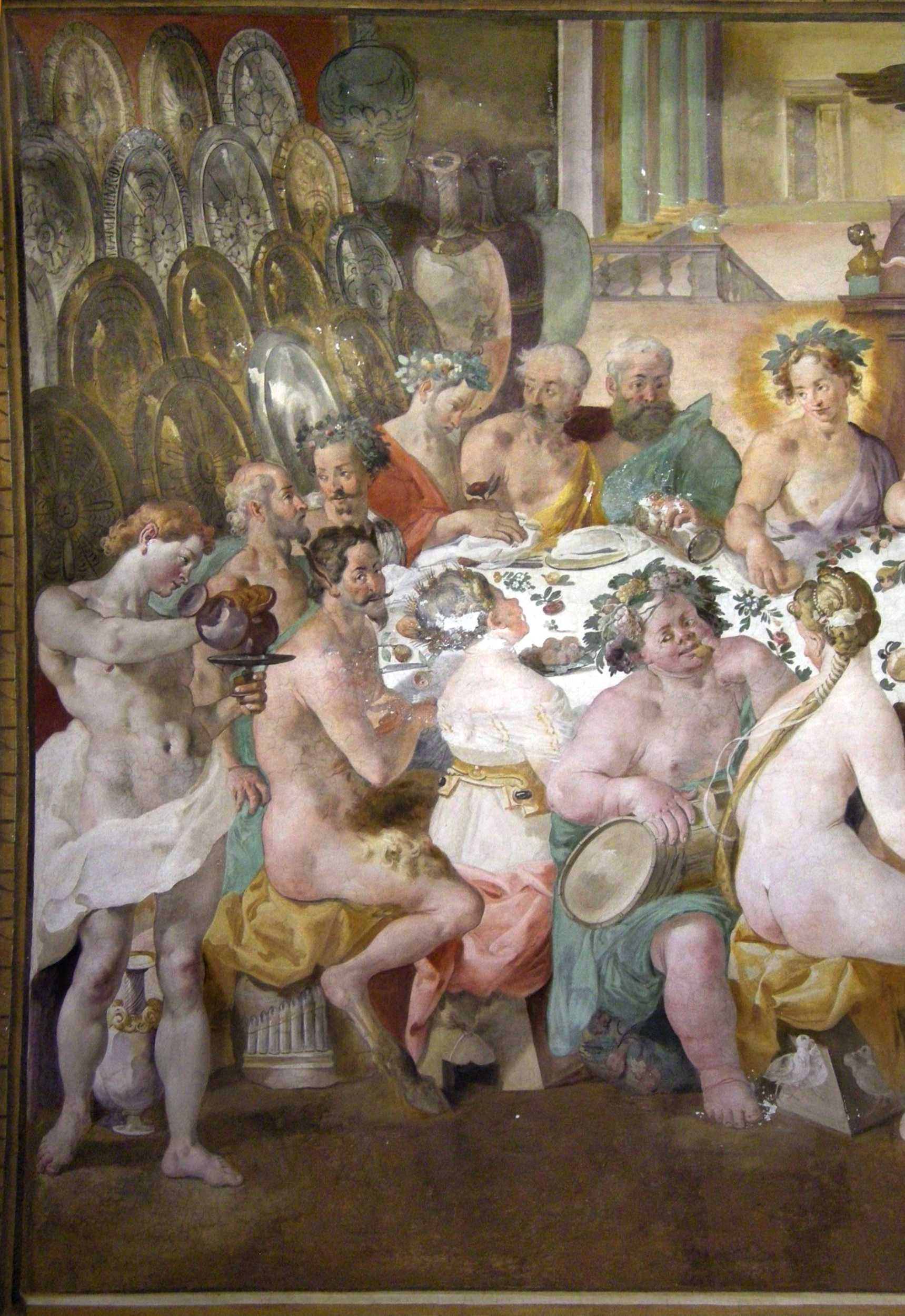
Andrea Boscoli, Convivio degli dei (dettaglio), villa di Corliano

Il piatto da pompa o da parata è una tipologia di oggetti artistici da mensa di metallo prezioso, di ottone, di peltro, di vetro, di legno, o di terracotta usata a fini ornamentali o/e celebrativi.
Nell'arte rinascimentale, questi piatti sono spesso rappresentati in particolare nei dipinti e incisioni con tema delle Nozze di Cana. Oggi, gli originali sopravvissuti sono conservati in svariate collezioni di musei italiani ed esteri.
Destinati prevalentemente a fare bella mostra, i pezzi più belli venivano disposti all'aperto sulle credenze per essere ammirati durante i sontuosi banchetti rinascimentali. Anche nei luoghi di culto come nella chiesa della Santissima Trinità dei Pellegrini di Roma, durante le messe più solenni, i piatti da pompa più preziosi della comunità  erano esposti in vera e propria credenza ai lati dell'altare.
Sono di grande dimensione, tra i 40 e i 50 centimetri di diametro e talvolta più. Sul retro possono essere presenti fori per consentirne la sospensione.

## Piatti da parata in maiolica
Diversi sono i centri di produzione italiani che offrono testimonianze della tipologia di piatti da pompa.  E alla fine del Cinquecento, è a Deruta che la produzione di maiolica raggiunge il massimo splendore e dove sono stati realizzati i primi lustri. Loro apparato decorativo può essere "a istoriato" e/o  "a grottesche"  e/o "raffaellesche". Molti pregiati sono i piatti da pompa con stemmi nobiliari o ritratti della serie Belle donne, piatti alla caratteristica forma con ampio cavetto e larga tesa.

## Piatti da parata in metallo

### Periodo romano
Corredi da parata in oro e argento, comprensivi di piatti da ostentare, esistettero sicuramente almeno dall'età ellenistica, in particolare in città ricche come Alessandria d'Egitto, sebbene se ne abbiano resti archeologici pressoché inesistenti. Per quanto riguarda il mondo romano, dall'epoca augustea possediamo il ritrovamento del tesoro di Hildesheim (1868), che ci restituisce un superbo servizio da tavola in argento di 60 pezzi di cui quattro piatti da parata con medaglione ad altorilievo.
Nella tarda antichità, i piatti da parata venivano donati in particolari solennità dall'imperatore ai governatori delle province per celebrare ricorrenze o assunzioni al trono: sono tradizionalmente identificati come missoria come quello di Teodosio.
Più consistenti sono i piatti in argento istoriati dell'Impero sasanide, riferibili al VI e VII secolo

### Periodo rinascimentale
La produzione di grandi pezzi da parata in argento poteva essere internazionale. Ma è dal Portogallo, sin dai primi del Cinquecento, che si diffuse una produzione di piatti da pompa istoriati. Gli artefici viaggiavano e l'Italia accoglieva molti argentieri tedeschi, fiamminghi, iberici o francesi in particolare a Genova dove furono creati capolavori come il bacile cesellato dal portoghese Antonio de Castro nel 1565, oggi presso la Fondazione Cini di Venezia o La partenza di Colombo piatto in argento fuso sbalzato e cesellato dell'artista anversano Matthias Melijn.
A Venezia inoltre, dalla fine del Quattrocento, si diffuse la produzione di piatti in rame finemente smaltati, che ebbe il suo culmine, tra il Veneto e la Lombardia, nel XVI secolo.
Nel ambito ecclesiastico, sono anche molto diffusi in età rinascimentale i grandi piatti per la raccolta di elemosine in ottone o rame principalmente di maestranze tedesche.

## Piatti da parata in vetro
Le vetrerie di Murano erano in grado di creare le più svariate suppellettili, ispirandosi alle fogge della ceramica e del metallo, compresi i piatti da parata. Un esempio possono essere i piatti con decoro a filigrana della seconda metà del Cinquecento, i piatti molati, o con applicazioni in oro zecchini. Non di rado presentano al centro lo stemma del committente.

## Riproduzione
Da notare, che delle riproduzioni possono servire anche di trofeo sportivo come il piatto della Temperantia - cesellato dal francese François Briot - ricevuto ogni anno dalla vincitrice del singolo femminile al Torneo di Wimbledon.

## Galleria d'immagini

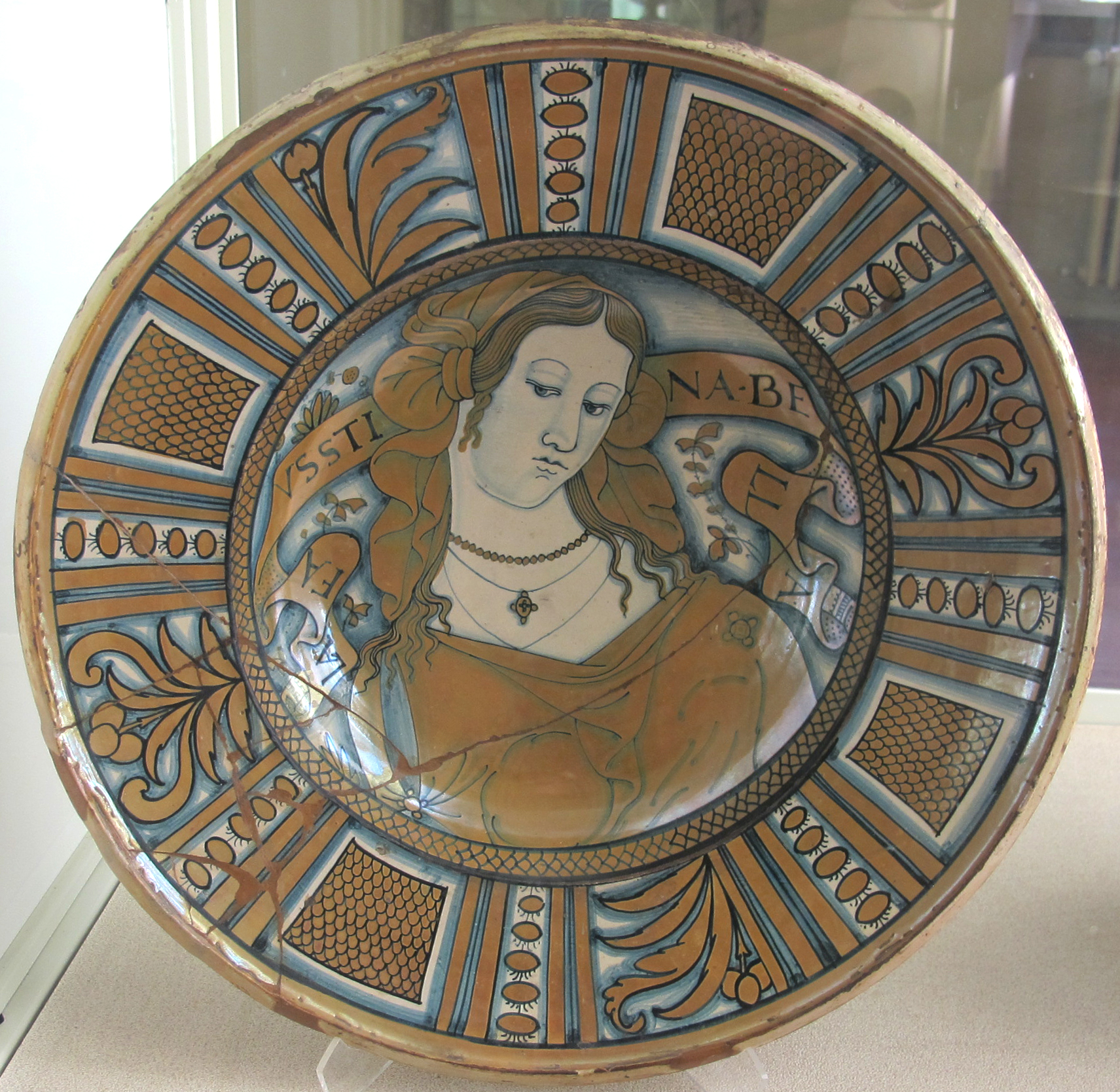
Piatto da pompa con "Bella donna" (XVI secolo)
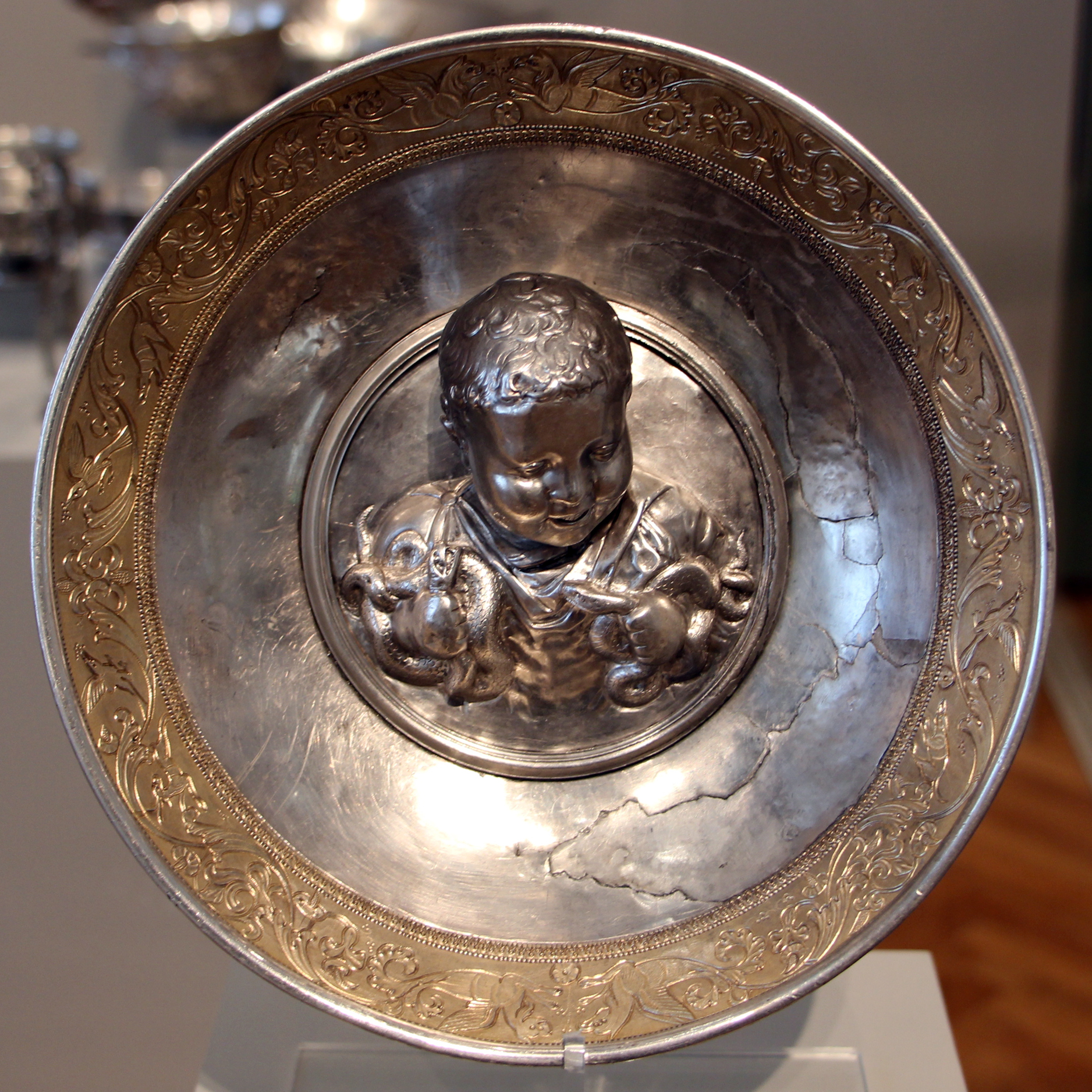
Piatto in argento con Ercole bambino e i serpenti (Tesoro di Hildesheim)
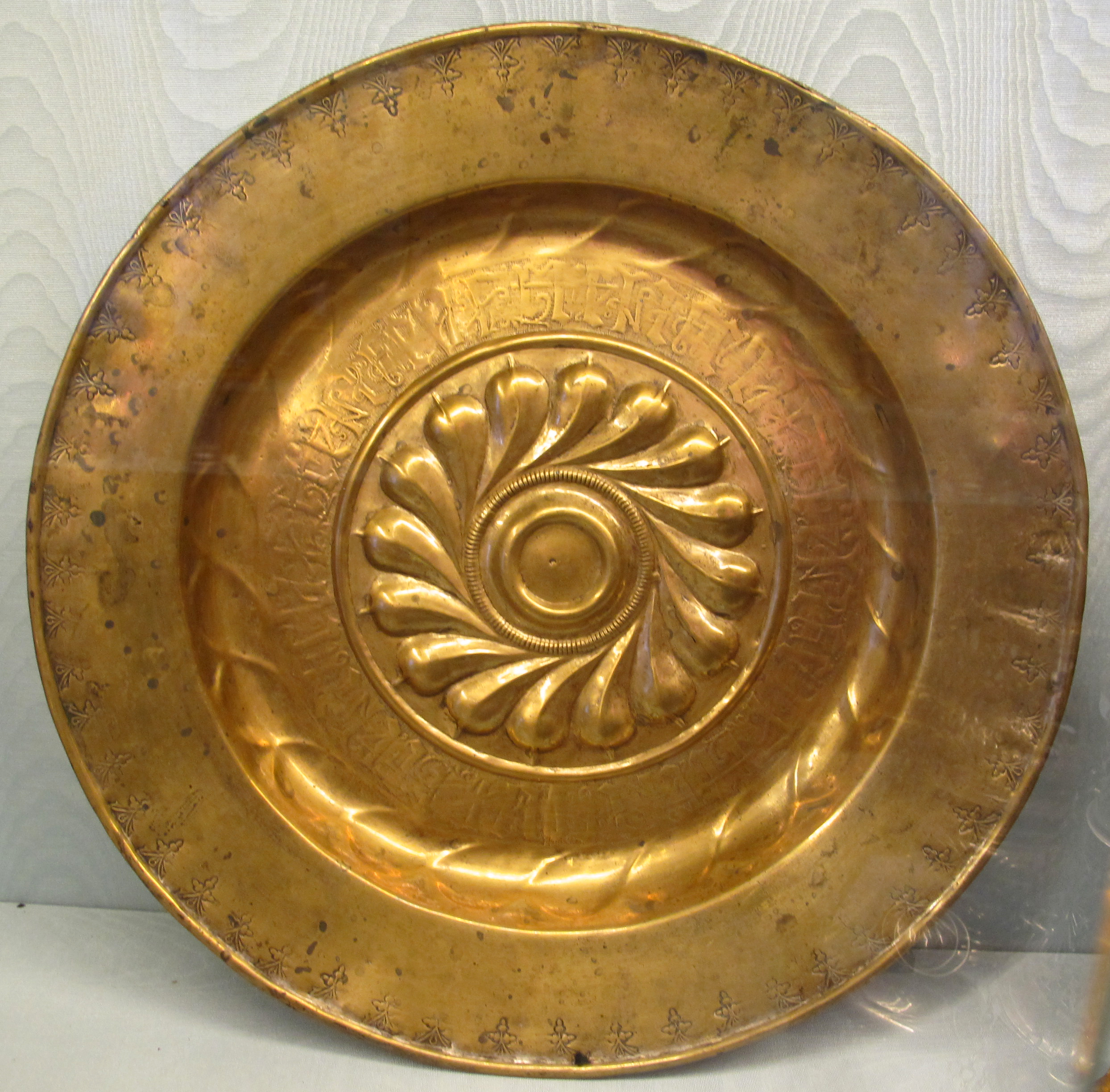
Piatto per l'elemosine (1490 ca.) in ottone:  al centro, la classica forma detta "a panettone" a rilievo sbalzato
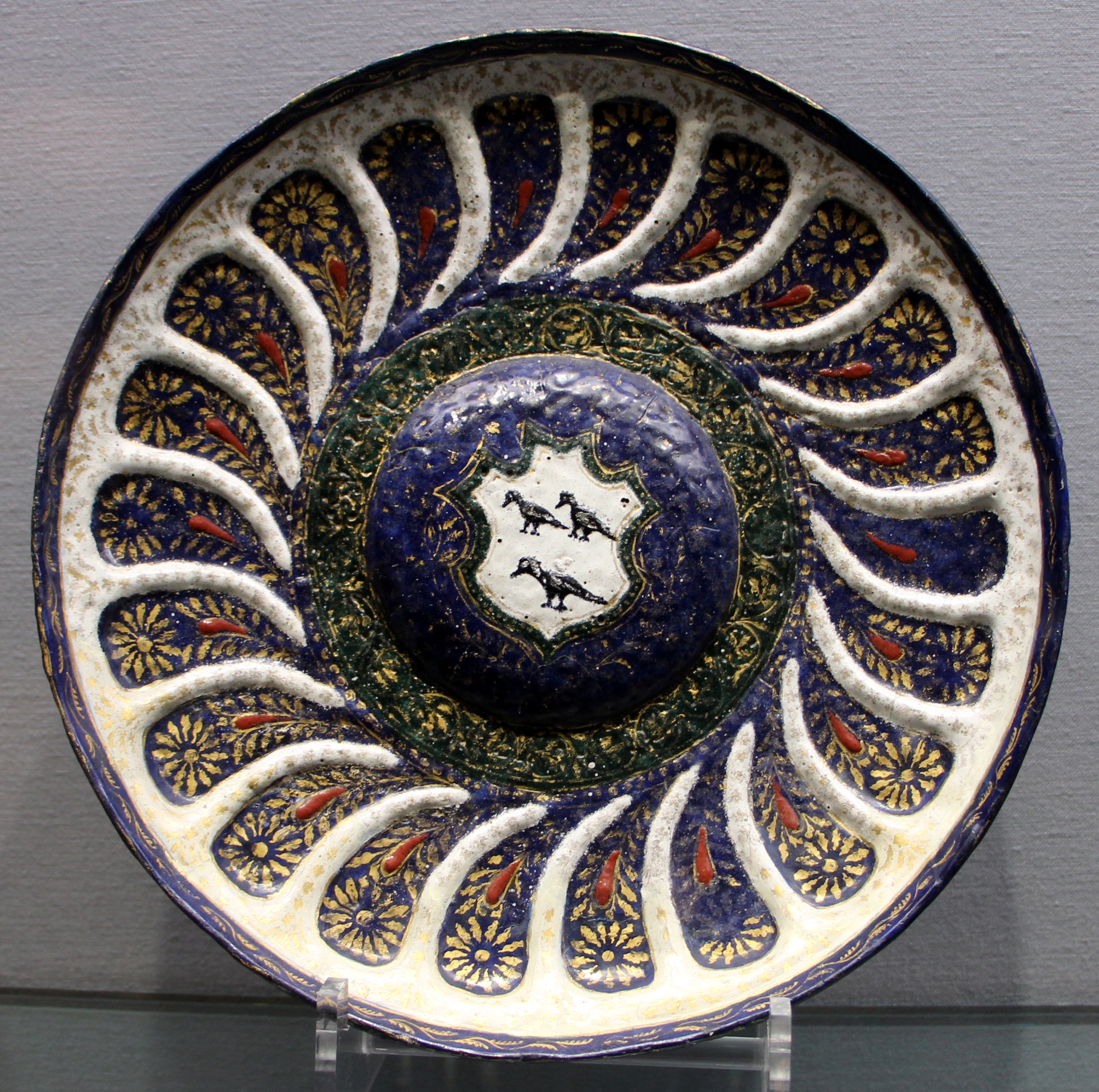
Venezia, piatto in rame smalatato con stemma, 1490-1510 circa, palazzo Cini
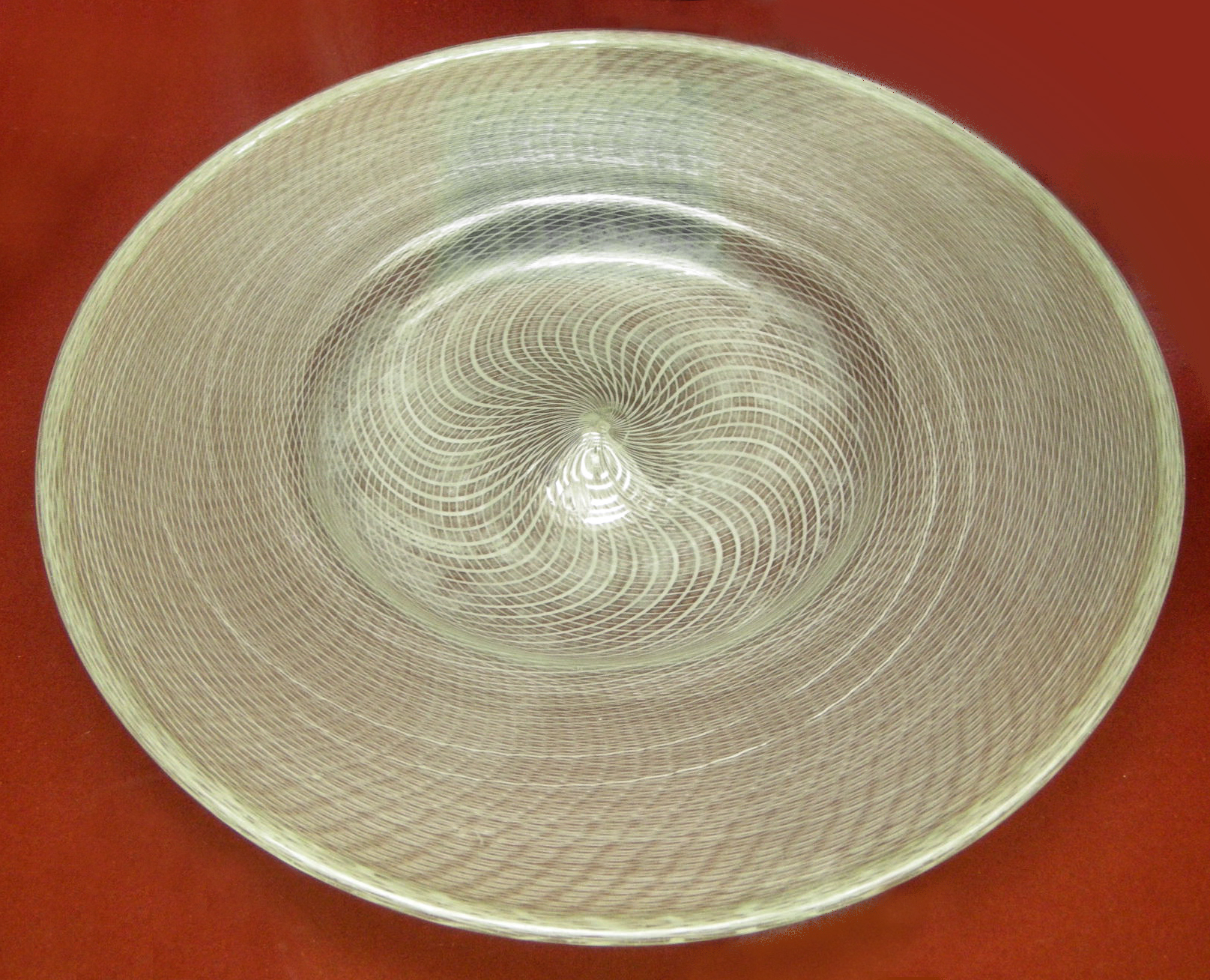
Piatto in vetro filigrano a reticello  caratteristico della produzione muranese del Cinquecento
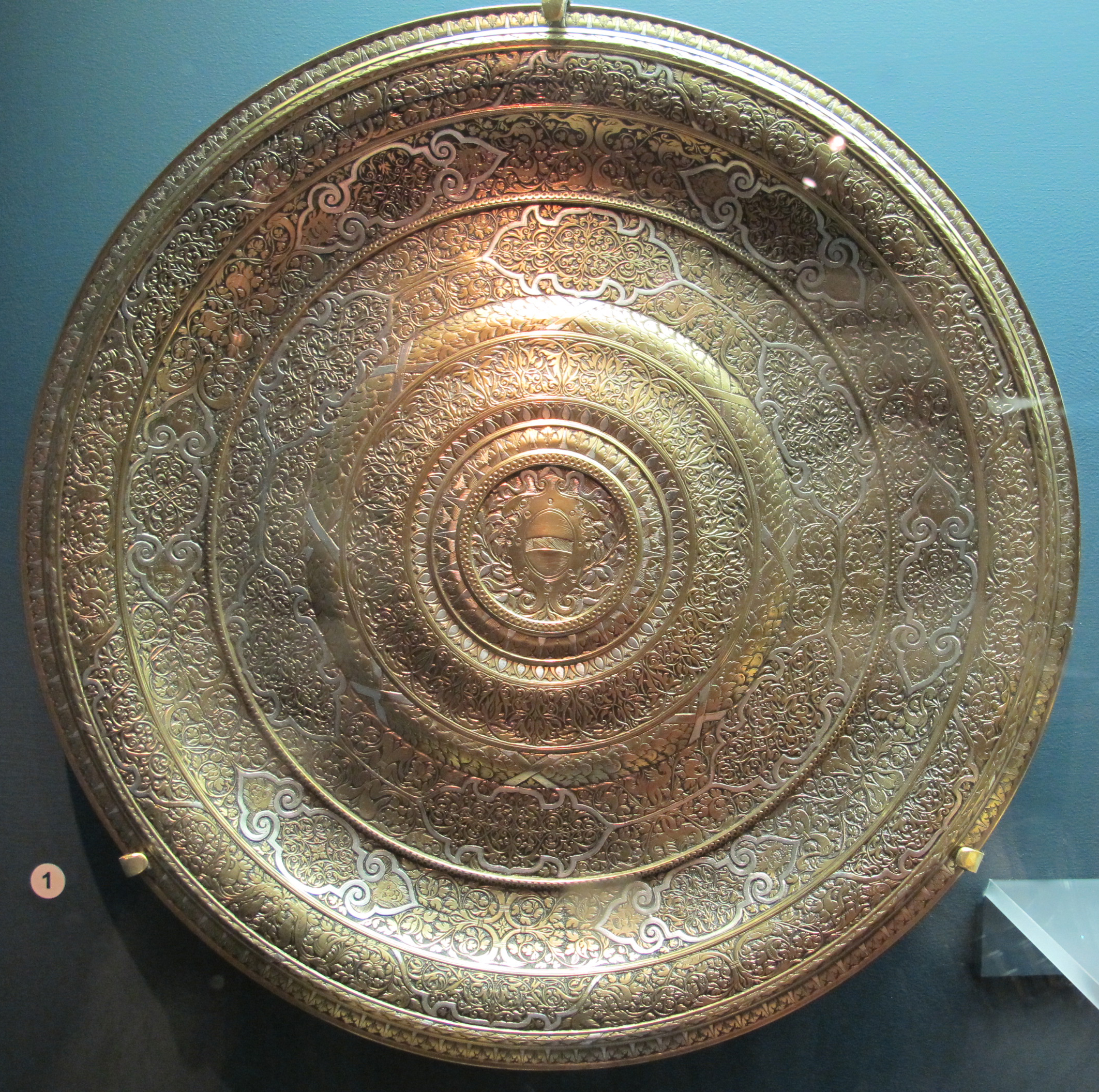
Venezia, piatto da parata in bronzo niellato e ricoperto d'argento, Courtauld Institute of Art